# Bibliothèque standard

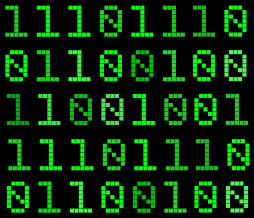
Texte écrit en langage binaire.

Une bibliothèque standard pour un langage de programmation est une bibliothèque logicielle qui est utilisée dans toute implémentation de ce langage.
Une bibliothèque standard peut inclure :
- Fonctions
- Macros
- Variables globales
- Classes
- Gabarits (templates)

La plupart des bibliothèques standard incluent :
- des algorithmes (par exemple pour le tri) ;
- des structures de données (telles que les listes, les arbres et les tables de hachage) ;
- des routines d'entrées-sorties et d'appel système.

## Exemples de bibliothèque standard
- Bibliothèque standard du C
- Bibliothèque standard du C++
  - dont la STL (Standard Template Library)
- Java Class Library
- Base Class Library (ou BCL), pour .NET Framework